# Isabel de Suecia
Isabel de Suecia, también conocida como Isabel Vasa (en sueco, Elisabet; Kungsör, 4 de abril de 1549-Estocolmo, 20 de noviembre de 1597), fue una princesa de Suecia, hija del rey Gustavo I de Suecia y de Margarita Eriksdotter.

## Biografía

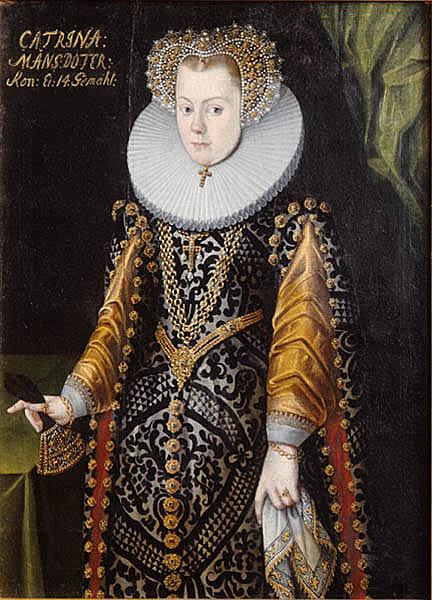
Supuesto retrato de Karin Månsdotter, que podría tratarse de Isabel de Suecia. Es posible que haya sido realizado a Isabel cuando se comprometió en matrimonio, a principios de la década de 1580 (a esa época corresponde el vestido). El nombre de Karin pudo haber sido añadido tiempo después, al no haber un retrato de la reina.

Isabel recibió una educación de calidad en la corte y fue considerada una princesa culta. Se la describe como una joven bella y rubia, aunque no existe un retrato contemporáneo de ella. Se cree que un supuesto retrato de su cuñada, Karin Månsdotter, en realidad corresponde a Isabel.
La joven princesa llevó una vida tranquila en la corte. Se encargó de la educación de los hijos ilegítimos de sus hermanos, y a su servicio personal tuvo a Karin Månsdotter, la joven que terminaría por convertirse en esposa de Erico XIV de Suecia.
Tuvo varias propuestas de matrimonio entre las familias nobles de Europa. En 1562, fue comprometida con Cristóbal de Mecklemburgo, pero el compromiso se rompió cuando éste permaneció prisionero en Polonia por varios años. Los hermanos de Isabel intentaron buscarle un marido en Italia o Alemania que pudiese asegurar beneficios políticos y económicos para Suecia. Entre los candidatos se pensó en el gran duque de Toscana, Francisco I de Médici. En 1574, el gran duque Juan de Finlandia, hermano de Isabel, entabló contacto con Catalina de Médici, la reina viuda de Francia, para casar a Isabel con Enrique III de Francia. Sin embargo, cuando parecía que las pláticas llegaban a buen término, el rey francés anunció que había decidido casarse con Luisa de Lorena-Vaudémont.
En 1577, se restableció el compromiso con Cristóbal de Mecklemburgo, y el 7 de mayo de 1581 se realizó la boda. Isabel abandonó Suecia para vivir en la ciudad de Schwerin, en Mecklemburgo. Por las cartas que se han conservado, parece que el matrimonio fue bastante más afortunado que la mayoría de los compromisos entre la realeza de esos tiempos. Tuvo una sola hija, Margarita Isabel.
Viuda desde 1592, regresó a Suecia al año siguiente. En 1594, recibió de su hermano, Carlos IX de Suecia, la residencia de Norrköpinghus en calidad de préstamo. Murió rápida e inesperadamente en 1597, a los 48 años de edad. Fue sepultada en la catedral de Upsala.
- Datos: Q654753
- Multimedia: Princess Elizabeth of Sweden / Q654753